# Tomáš Němeček
Tomáš Němeček (* 18. května 1973 Opava) je český právník, komunální politik v Praze 8 a bývalý novinář, od konce srpna 2022 předseda strany Osmička žije.

## Život
Vystudoval žurnalistiku na Fakultě sociálních věd UK a Právnickou fakultu UK v Praze. Ještě během studia pracoval jako redaktor v týdeníku Mladý svět. Od roku 1995 pracoval v týdeníku Respekt, kde se v lednu 2003 stal šéfredaktorem. V dubnu 2005 se stal šéfkomentátorem deníku Hospodářské noviny. V srpnu 2009 se stal vedoucím přílohy Orientace v Lidových novinách, následně pak přílohy Právo a Justice tamtéž, jejíž vznik sám inicioval. V roce 2012 obdržela jím vedená příloha Právo a Justice cenu Nadačního fondu Josefa Luxe. V září 2013 Lidové noviny opustil „kvůli špatným osobním zkušenostem s Andrejem Babišem“, který koupil vydavatelství MAFRA.
V roce 2013 opustil novinařinu a v letech 2013 až 2016 pracoval jako podnikový právník Psychiatrické nemocnice Bohnice. Od roku 2016 pracuje jako nejdříve koncipient a následně advokát v advokátní kanceláři AK HK. Advokátní zkoušky složil v dubnu 2019, v květnu zapsán do seznamu advokátů.
V letech 2014 až 2017 byl členem správní rady Transparency International ČR.
V březnu 2017 kandidoval do Rady České televize, avšak v samotné volbě v červnu 2017 neuspěl.
V letech 2019 až 2020 byl členem Rady vlády pro lidská práva. Je autorem několika komiksových knih v edici Velikáni do kapsy nakladatelství Mladá fronta.

## Politika
V komunálních volbách roku 2014 vedl v Praze 8 volební stranu Osmička sobě, sdružující KDU-ČSL a nezávislé osobnosti, která získala celkem čtyři mandáty; Tomáš Němeček byl zvolen do zastupitelstva městské části.
Ve volbách v roce 2018 kandidoval znovu do Zastupitelstva městské části Praha 8 jako lídr subjektu Osmička žije, který skončil na třetím místě a získal osm mandátů. Menšinovou koalici složili ODS, TOP 09, STAN a Patrioti, tuto koalici podpořilo ANO, Tomáš Němeček skončil v opozici. V roli opozičního zastupitele se angažoval v kauze nedostavěné budovy radnice Nová Palmovka, kritizoval vysoké a špatně odůvodněné náklady na vyrovnání se stavebníkem, společností Metrostav.
Ve volbách v roce 2022 rovněž vedl kandidátku uskupení Osmička žije, tentokrát ve spolupráci s hnutím Praha sobě. Jím vedená kandidátka skončila na třetím místě, nicméně Osmička žije zůstala v opozici, protože dosavadní koalice pokračovala ve stejné sestavě spolu s ANO.

## Ocenění
V roce 2004 získal Cenu Ferdinanda Peroutky, je také držitelem ceny Citibank Excellence in Journalism Award za ekonomický článek roku 1999. Je také držitelem Novinářské ceny 2011 udělované nadací Open Society Fund, a to v kategorie psané žurnalistiky Nejlepší rozhovor za rozhovor s Václavem Havlem Ví vůbec někdo, kolik zákonů máme? Za rok 2012 obdržel Cenu Karla Havlíčka Borovského za objevné články o právu a s nadhledem psané komentáře.

## Publikace
- Kdo je nejvlivnější právník. Praha : Linde, 2008. 175 s. ISBN 978-80-7201-735-5.
- Vojtěch Cepl : život právníka ve 20. století. Praha : Leges, 2010. 165 s. ISBN 978-80-87212-58-5.
- Diskrétní zóna. Praha : Vyšehrad, 2012. 272 s. ISBN 978-80-7429-300-9. (spoluautor Pavel Rychetský)
- Padni komu padni : život a případy Elišky Wagnerové. Praha : Leges, 2014. 160 s. ISBN 978-80-7502-055-0.
- Jan Hus očima krejčího Ondřeje a panny Anežky. Praha : Mladá fronta, 2016. 152 s. ISBN 978-80-204-3862-1.
- Karel IV. očima opata Neplacha a rytíře Smila. Praha : Mladá fronta, 2016. 136 s. ISBN 978-80-204-4085-3.
- Tomáš Garrigue Masaryk očima slečny Alice a mistra Viktora. Praha : Mladá fronta, 2017. 128 s. ISBN 978-80-204-4351-9.
- Božena Němcová očima kluka, který nechtěl číst Babičku. Praha : Mladá fronta, 2017. 144 s. ISBN 978-80-204-4620-6.
- Marie Terezie očima Marie Antoinetty a generála Laudona. Praha : Mladá fronta 2018. 136 s. ISBN 978-80-204-4789-0.
- Jan Amos Komenský očima Všezvěda Všudybuda a Magického Mámení. Praha : Mladá fronta 2020. 136 s. ISBN 978-80-204-5645-8.
- Jiří z Poděbrad očima šaška Palečka a Jana Žižky. Praha : Mladá fronta 2022. 144 s. ISBN 978-80-204-6023-3
- Hledání rovnováhy aneb Život soudce : Vyšehrad, 2023. 216 s. ISBN 978-80-7601-799-3. (spoluautor Josef Baxa)
- Václav Havel očima puzuka, pižďucha a nakyslíka. Praha : Mladá fronta 2023. 152 s. ISBN 978-80-204-6235-0